# Meteor z 10 sierpnia 1972 roku

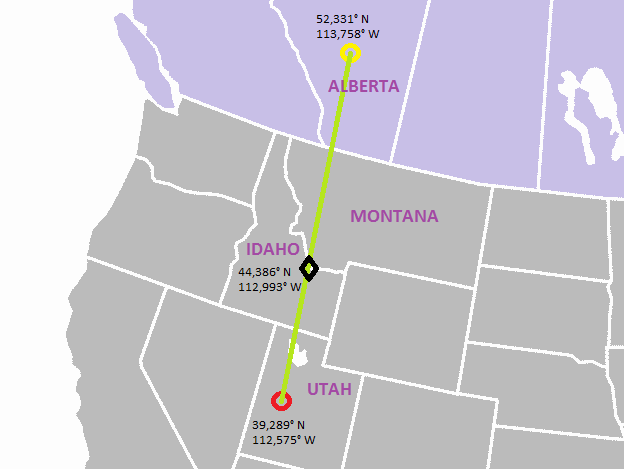
Tor lotu meteoru

Meteor z 10 sierpnia 1972 (US19720810) – meteor należący do rzadkiej grupy meteorów muskających atmosferę. Zjawisko powstało, gdy meteoroid o średnicy od 3 do 14 metrów minął powierzchnię Ziemi w odległości 57 km o 20:29 czasu UTC 10 sierpnia 1972. Wpadł on w atmosferę oświetlonej półkuli Ziemi z prędkością 15 kilometrów na sekundę nad stanem Utah w Stanach Zjednoczonych (14:30 czasu lokalnego) i przeleciał na północ, po czym opuścił atmosferę nad Albertą w Kanadzie.
Został zaobserwowany przez wiele osób i nagrany na taśmie filmowej oraz zarejestrowany przez czujniki w przestrzeni kosmicznej.

## Opis
Analiza wyglądu i trajektorii meteoroidu ujawniła, że powinien mieć on od około 3 m średnicy, jeśli był to chondryt węglisty, aż do 14 m, jeżeli był zbudowany z kometarnego lodu. Należał do rodziny asteroid Apolla poruszających się po orbitach przecinających orbitę Ziemi. Obliczono czas jego powtórnego zbliżenia się do Ziemi na sierpień 1997. W 1994 roku czeski astronom Zdenek Ceplecha powtórnie przeanalizował dane i zasugerował, że przejście przez atmosferę zmniejszyło masę meteoroidu do połowy lub jednej trzeciej jego pierwotnej masy (redukując jego średnicę do od 2 do 10 m).
Trwające 100 sekund przejście meteoroidu przez atmosferę zmniejszyło jego prędkość o około 800 m/s, a jego inklinacja zmieniła się z 15 stopni do 8 stopni.
Meteoroid US19720810 został wspomniany we wstępie pierwszego rozdziału The Hammer of God Arthura C. Clarke'a.

## Możliwe skutki zderzenia
Gdyby meteoroid nie wpadł do atmosfery pod tak niewielkim kątem, prawdopodobnie straciłby całą swoją prędkość w jej górnych partiach, najpewniej rozpadając się w powietrzu, a szczątki spadłyby na Ziemię z prędkością graniczną. Wejście meteoroidów w atmosferę jest złożone, a dokładne obliczenia wymagają pełnej symulacji, jednak bardzo uproszczone obliczenia można wykonać używając aplikacji internetowej. W następującej tabeli przedstawiono, jaki rezultat będzie miało wejście w zależności od kąta i składu meteoru:
| Średnica [m] | Gęstość [g cm-3] | Kąt wejścia [stopnie] | Utracona energia [ kt ] | Wysokość rozpadu [km] | Energia rozpadu [kt] |
| ------------ | ---------------- | --------------------- | ----------------------- | --------------------- | -------------------- |
| 3            | 3,4              | 1°                    | 1,3                     | 43                    | 0,7                  |
| 3            | 3,4              | 45°                   | 1,3                     | 39                    | 0,4                  |
| 8            | 0,9              | 1°                    | 6                       | 80                    | 0,4                  |
| 8            | 0,9              | 45°                   | 6                       | 45                    | 2                    |